# David de Ornelas
David de Ornelas de Conno (Skien; 25 de junio de 2008) también conocido como David de Ornelas es un futbolista noruego-venezolano que juega como extremo derecho en el HamKam de la Eliteserien. Es internacional juvenil con la selección de fútbol de Noruega desde el 19 de marzo de 2025.

## Carrera en el club
David de Ornelas de Conno inició su formación futbolística en el Storm BK de Skien, Noruega, donde fue dirigido por su padre, el exinternacional venezolano Fernando de Ornelas. Durante su etapa en las categorías U15 y U16, destacó como extremo y lateral, anotando 39 goles en 71 partidos y logrando el campeonato regional en dos ocasiones consecutivas.
En enero de 2025, se incorporó al Hamarkameratene II, equipo filial del HamKam, que compite en la cuarta división del fútbol noruego. De Ornelas se desempeña principalmente como extremo derecho, aunque también ha jugado como lateral izquierdo y extremo izquierdo. Su versatilidad y rendimiento le han valido convocatorias a la selección sub-17 de Noruega.

## Selección nacional
Ornelas ha representado a las selecciones juveniles de Noruega y Venezuela. En 2024, disputó cuatro partidos con la selección sub-16 de Noruega y tres encuentros con la sub-15 de Venezuela. En 2025, participó en tres partidos con la selección sub-17 de Noruega durante la fase de clasificación para el Campeonato Europeo Sub-17 de la UEFA. 
Noruega no clasificaría por haber sufrido tres derrotas consecutivas. Disputaría su primer partido el 19 de marzo de 2025 contra España, que terminó con una derrota por 2-1.
Gracias a su doble nacionalidad, Ornelas es elegible para representar tanto a Noruega como a Venezuela a nivel internacional. En noviembre de 2024, fue convocado por el entrenador Oswaldo Vizcarrondo para integrar la selección sub-17 de Venezuela en el Campeonato Sudamericano Sub-17.

## Vida personal
Su hermano menor de Fernando Jr. también es futbolista y delantero y también es hijo del exfutbolista venezolano Fernando De Ornelas el es conocido por jugar en el Crystal Palace y en el Celtic.

## Clubes

### Juvenil
| Club      | País    | Año       | PJ | Goles |
| --------- | ------- | --------- | -- | ----- |
| HamKam II | Noruega | 2023-act. |    |       |

### Profesional
| Club   | País    | Año       | PJ | Goles |
| ------ | ------- | --------- | -- | ----- |
| HamKam | Noruega | 2025-act. | 1  | 0     |